# Just Go
«Just Go» (с англ. — «Просто прошло») — песня американской альтернативной метал группы Staind, выпущенный в виде сингла с альбома Dysfunction 27 мая 1999 года на лейблах Flip Records/Elektra Records. Сингл был впервые выпущен как дубль-А с песней «Suffocate» в феврале 1999 года.
Сингл «Just Go» заняла 24 место в американском чарте Mainstream Rock. Также фронтмен группы Limp Bizkit Фред Дёрст снял видеоклип на эту песню.

## Список композиций
Текст песни написан Аароном Льюисом, музыка — группа Staind. Номер каталога PRCD 1243-2).
| №  | Название                  | Длительность |
| -- | ------------------------- | ------------ |
| 1. | «Just Go (Radio edit)»    | 3:34         |
| 2. | «Just Go (Album version)» | 4:47         |
| 3. | «Audio Bio»               | 0:50         |

## Чарты
| Чарт (1999)                             | Позиция в чарте |
| --------------------------------------- | --------------- |
| US Billboard Hot Mainstream Rock Tracks | 24              |